# Jean-François Joly (photographe)
Pour les articles homonymes, voir Jean-François Joly et Joly.
Jean-François Joly www.jfjoly.net est un photographe français, né en 1961 à Châteauroux[réf. nécessaire] spécialisé dans le portrait documentaire.

## Biographie
Ayant d'abord travaillé avec des agences de photographes telles Editing, Métis et Œil Public, Jean-François Joly est ensuite devenu photographe indépendant. Depuis le début des années 1990, il inscrit l’homme au cœur de ses recherches photographiques. Son travail Naufragés de la ville, réalisé en film Polaroid, a marqué un tournant dans son écriture photographique.
Privilégiant moyen et grand formats dans sa pratique, il mène des projets de photographie documentaire en parallèle de commandes institutionnelles pour de grandes entreprises publiques et privées.
Ses travaux figurent dans les collections de la Bibliothèque nationale de France, de la Cité nationale de l'histoire de l'immigration, de la Maison européenne de la photographie, du Centre méditerranéen de la photographie, du Centre national de l'audiovisuel du Grand-Duché du Luxembourg.

## Publications
Ouvrages
- "Naufragés de la ville". Éditions Contrejour, 1994.
- "Dérives Nord". Ouvrage collectif de 10 photographes pour le 25e anniversaire de MSF Belgique, Éditions Actes Sud, 1997.
- "Resonances". Éditions de la Grange, 2005.
- "De l’Europe". Ouvrage collectif des lauréats des bourses Mosaïques. Éditions CNA Luxembourg/éditions Filigranes, 2007.
- "Habitants de la Grande barre". Éditions du Centre méditerranéen de la photographie, 2009.
- "Dignité". Éditions Textuel, 2010.
- "TERRES D'EXIL". Éditions Filigranes, 2016.

Catalogues
- "Traces 10, espaces de transit”, par l’École nationale supérieure des Beaux Arts, Paris, 1992.
- "Aperture". Numéro spécial sorti à l’occasion de l’exposition “France : New Visions”, Aperture’ s Burden Gallery, New York, 1995.
- "Vacances, Vacance". Catalogue édité pour l’exposition “Vacances Vacance” à la Bourse du Travail, Arles, 1996.
- "Images sensibles". Catalogue édité pour une vente de photographies au profit de l’association “Le Secours populaire”, Paris, 1997.
- "Grand Prix Européen de la Ville de Vevey". Catalogue édité à l’occasion du grand prix de la ville de Vevey, Suisse, 2000.
- "IX Fotobienal Vigo 2000". Catalogue édité à l’occasion de la 9° Fotobienal de Vigo, Espagne, 2000.
- "Rozbitkowie". Catalogue édité par la galerie “pf” à Poznań, Pologne, 2001.
- "Musique Action 2005 vu par Jean-François Joly". Catalogue édité par le Centre Malraux, Vandœuvre-lès-Nancy, 2006.
- "De l’Europe", catalogue des lauréats de la bourse Mosaïques édité par le Centre national de l’audiovisuel du Grand-Duché de Luxembourg, 1997.
- "La nef des bomji", textes et photographies publiés dans la Revue Œ no 2, 2008.
- "Etre au monde", édité par la Galerie du Château d'eau à Toulouse, 2014.

## Bourse et prix
- 1997 : Bourse « Mosaïques » décernée par le Centre national de l’audiovisuel du Grand-Duché du Luxembourg.
- 2000 : Prix « Alpa 2000 » de la ville de Vevey en Suisse.

## Expositions
- Avril - juin 2016 : "TERRES D'EXIL". Maison européenne de la photographie, Paris.
- Juin 2015 : "Post mortem". Rencontres photographiques de Solignac.
- Novembre 2014 - janvier 2015 : "Être au monde". Le Château d'eau, Toulouse.
- Avril 2014 : "Dignité, droits humains et pauvreté". Salle de l'Aubette, Strasbourg.
- Mai 2011 : "Dignité, droits humains et pauvreté". Les Jacobins, Toulouse.
- Juin - juillet 2010 : "Habitants de la Grande barre". 10e Biennale photographique, Bastia.
- Mai - juillet 2010 : "Dignité, droits humains et pauvreté". Hôtel de ville, Paris.
- Octobre 2009 : "Fondation de France, 40 ans d’humanité". Fnac des Ternes, Paris.
- Juin - juillet 2008 : "Habitants de la Grande barre". 9e Biennale Photographique, Bastia.
- Mai - août 2007 : "De l’Europe". Exposition collective, Aciérie Dudelange, Luxembourg.
- Octobre - décembre 2006 : "Naufragés". Box Galerie, Bruxelles.
- Juin – juillet 2006 : "Rue droite". 8e Biennale Photographique, Bastia.
- Mai - juin 2006 : "Musique Action 2005 vu par Jean-François Joly". Galerie Lillebonne, Nancy.
- Juillet - août 2005 : "Frontales". L’été photographique de Lectoure, Lectoure.
- Septembre 2004 : "Des clics et des classes". Exposition collective, espace Van Gogh, Arles.
- "Terre d’asile, terre d’exil, l’Europe Tsigane"

Octobre 2003 : Maison des artistes de Téhéran, Iran.
Avril - mai 2003 : La Filature, Mulhouse.
- "Naufragés de la ville"

Octobre - novembre 2003 : Galerie Fiducia, Ostrava, République Tchèque.
Juin - juillet 2001 : “Histoire de voir 2001”, exposition collective, Saint-Dié-des-Vosges.
Février - mars 2001 : galerie “pf”, Poznań, Pologne.
Octobre - novembre 2000 : biennale de Vigo, Espagne.
Septembre - octobre 2000 :  exposition collective, Grand Prix de la ville de Vevey, Suisse.
Avril 2000 : mois de la Photographie de Poznań, Pologne.
Février 1999 : Carré Curial à Chambéry.
Juin - octobre 1999 : “Demain la Photographie ?”, exposition collective dans le cadre des 21° Estivales Photographiques du Trégor.
Janvier - mars 1998 : galerie “Fait & Cause”, Paris.
Novembre 1997 : Encontros de fotografia, Coimbra, Portugal.
Septembre 1997 : “Photographies”, Rencontres photographiques de Solignac.
Juin 1996 : “Réalités quotidiennes”, le “SUNE EGGE”, Biennale d’Art Contemporain de Champigny-sur-Marne.
Mai - juin 1995 : “La nef des Bomji”, centre d’art “Passerelle” à Brest.
Novembre 1994 : “Naufragés de la ville”, Mois de la photo à Paris.
- Décembre 2001 : "Paroles et images sauvés de l’oubli". Exposition et film montés par Jean-Pierre Krief au “Fort fleur d’épée”, Guadeloupe.
- Mai - juillet 2000 : "Portraits de gens et d’intérieurs". Galerie du théâtre “La Passerelle”, Gap
- Septembre - novembre 1999 : "La traversée du siècle". Exposition collective, galerie “Fait & Cause”, Paris.
- Juillet - septembre 1998 : "Gens d’Avezan et d’alentour". Centre de photographie de Lectoure.
- "Pauvres de nous"

Octobre - novembre 1996 : Exposition collective, Alicante, Caja de Ahorros del Mediterranéo.  
Mars - avril 1996 : Exposition collective, à la Mairie de Paris pour les 50 ans de l’Association les petits frères des Pauvres.
- Septembre - octobre 1996 : "Photographies". La Tour de Paris, Villeneuve-sur-Lot.
- Juillet - août 1996 : "Vacances Vacance". Exposition collective, La Bourse du Travail, Arles.
- Avril - mai 1996 : "France : New Visions". Exposition collective, Aperture’s Burden Gallery, New York.
- Octobre 1993 : "EDITING, EDITING !" Exposition collective, Carré Curial, Chambéry.
- Novembre 1992 : "Un toit pour tous". Ligue des Droits de l’Homme, Paris.
- "Sexe Magique"

Octobre 1991 : Bienne (Suisse), galerie municipale. 	
Juillet 1990 : Projection au théâtre antique au cours de la soirée “Plaisir d’Amour” de Michel Nuridsany. Rencontres internationales photographiques, Arles.

## Films
- Regarde de tous tes yeux, regarde, documentaire de Sylvain Roumette, coproduction La Sept-Arte, Coup d’Œil, 1998.
- Jean-François Joly, portrait d’un photographe, réalisation de Thierry Augé et Paul Ouazan pour l’émission Die Nacht/la nuit d’Arte, 2005.